# 327632 Ferrarini
327632 Ferrarini este o planetă minoră (asteroid) din centura de asteroizi. A fost descoperită pe 24 iulie 2006 la Vicques⁠(d) de Michel Ory⁠(d). 
Obiectul prezintă o orbită caracterizată de o semiaxă mare de 2,2456463650569 UAi, o excentricitate de 0,19265870023996, o înclinație de 6,2383000409678 ° în raport cu ecliptica.